# Leading Edge Games
Leading Edge Games war ein US-amerikanischer Spieleverlag. 
Leading Edge Games entwickelte die Rollenspiele Aliens, Dracula, Lawnmower Man und Terminator, die auf den gleichnamigen Filmen basieren, sowie Living Steel (Science-Fiction) und Rhand: Morning Star Missions (Fantasy). Es wurden außerdem zwei Kampfsysteme entwickelt: Sword's Path Glory und Phoenix Command.
Zusätzlich wurden Brettspiele, wie Aliens, Army of Darkness und Dracula, die ebenfalls auf den jeweiligen Filmen basieren, und das Science-Fiction-Brettspiel Dragonstar Rising entwickelt. 1996 stellte Leading Edge Games die Aktivitäten ein.

## Aliens
Das Pen-&-Paper-Rollenspiel Aliens ist in der Welt der Alien-Filme angesiedelt. Das Grundregelwerk (Aliens Adventure Game) erschien 1991 auf Englisch. Das Rollenspiel wurde nach wenigen zusätzlichen Quellenbüchern im Jahre 1996 eingestellt.
In Aliens schlüpft man in die Rolle eines Marines, um Aliens zu bekämpfen. Da dies oft die alleinige Handlung ist, wird Aliens auch als Kampf-Rollenspiel bezeichnet. Es ist an die Regeln des ebenfalls von Leading Edge Games veröffentlichten Rollenspiels Living Steel angelehnt.
Im Grundregelbuch wird auf mehr als 170 Seiten das Rollenspiel vorgestellt, wobei hauptsächlich Hintergrundinformationen geliefert werden. Die Regeln sind knapp gehalten, um Aliens leicht erlernbar zu halten und die Spieler möglichst frei agieren zu lassen.

## Ludographie
- 1986: Phoenix Command
- 1987: Dragonstar Rising
- 1989: Aliens Adventure Game
- 1990: Aliens - Expansion
- 1991: Terminator 2 - Year of Darkness
- 1992: Bram Stoker's Dracula: The Board Game
- 1993: Army of Darkness